# Expressionismus

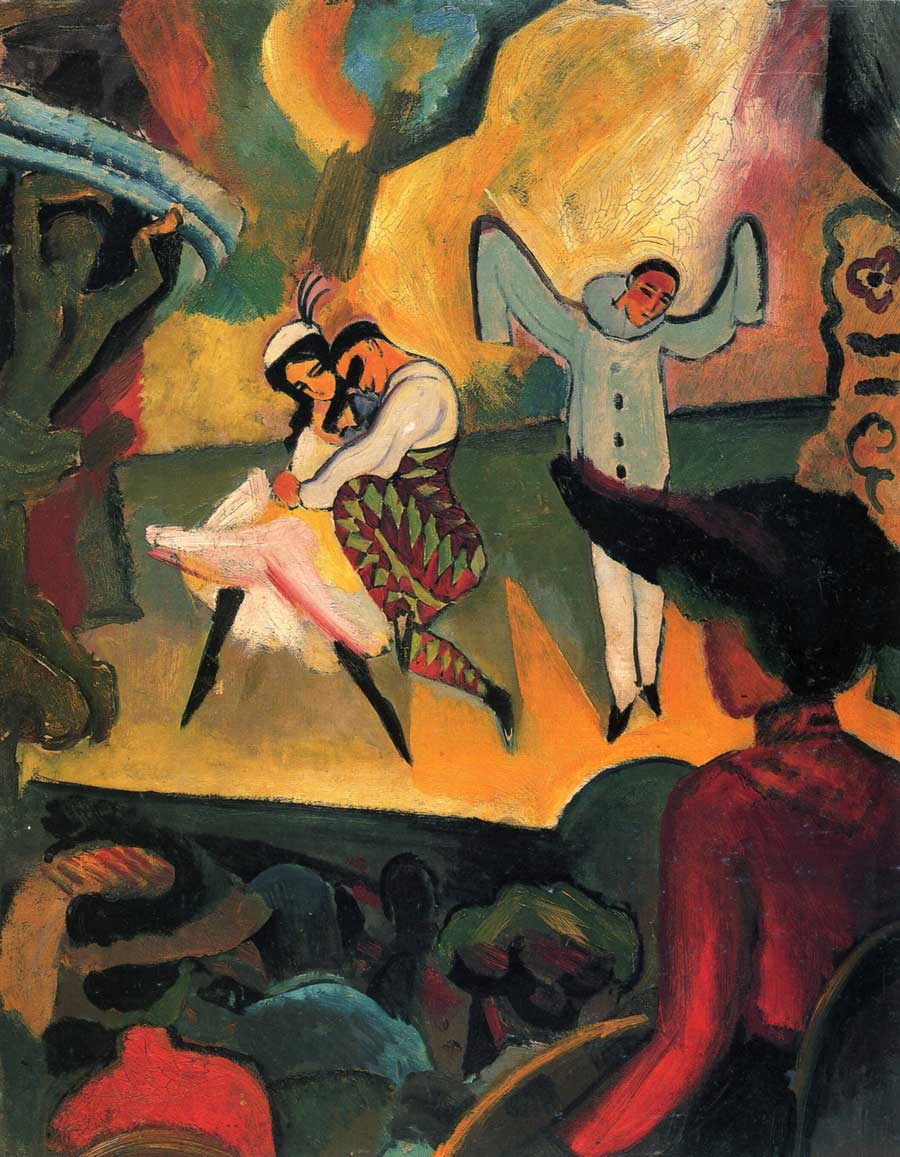
August Macke: Russisches Ballett 1 (1912)

Der Expressionismus (von lateinisch expressio ‚Ausdrücken, Ausdruck‘) ist eine Stilrichtung in der Kunst. Ihre Anfänge und Vorläufer finden sich im ausgehenden 19. Jahrhundert. Wie der Impressionismus, der Symbolismus und der Fauvismus ist der Expressionismus eine Bewegung gegen die Tendenzen des Naturalismus. Im Expressionismus überwiegt die expressive Ebene gegenüber der ästhetischen, appellativen und sachlichen Ebene. Der Künstler möchte sein Erlebnis für den Betrachter darstellen.
Als Ausdrucksmittel dienten den bildenden Künstlern wie auch den Literaten und Musikern des Expressionismus u. a.
- die Wendung zur breiten Öffentlichkeit, die durch das plakative, superlativische, erregt-exklamatorische Element und den Pamphletstil der Literatur unterstrichen wurde;
- die „aggressive Deformation“ von Formen, Figuren, Wörtern, Harmonien und Tempi, das Unkultivierte, Archaische und „Wilde“;
- die Travestie, die Parodie des „Erhabenen“ bei gleichzeitiger Heroisierung des Banalen;
- eine forcierte Simultaneität, die z. B. durch extreme Zeitraffung in der Literatur oder durch Wiedergabe zeitlich oder räumlich nicht übereinstimmender Ereignisse auf demselben Bild erreicht wird;
- der Hang zum Konstruierten, zur Typisierung, Metaphorisierung, Entindividualisierung und Depersonalisierung, der sich der einfühlenden Identifikation versperrt.

Darin wird ein Destruktionswille erkennbar, der sich gegen ein dekadent-erschlafftes und wohlanständiges Bürgertum der Wilhelminischen Epoche wie auch gegen die Genussästhetik des Impressionismus und Jugendstils wendet, wobei das Ziel der Stimulation oft unklar bleibt.

## Expressionismus in der Malerei und Grafik

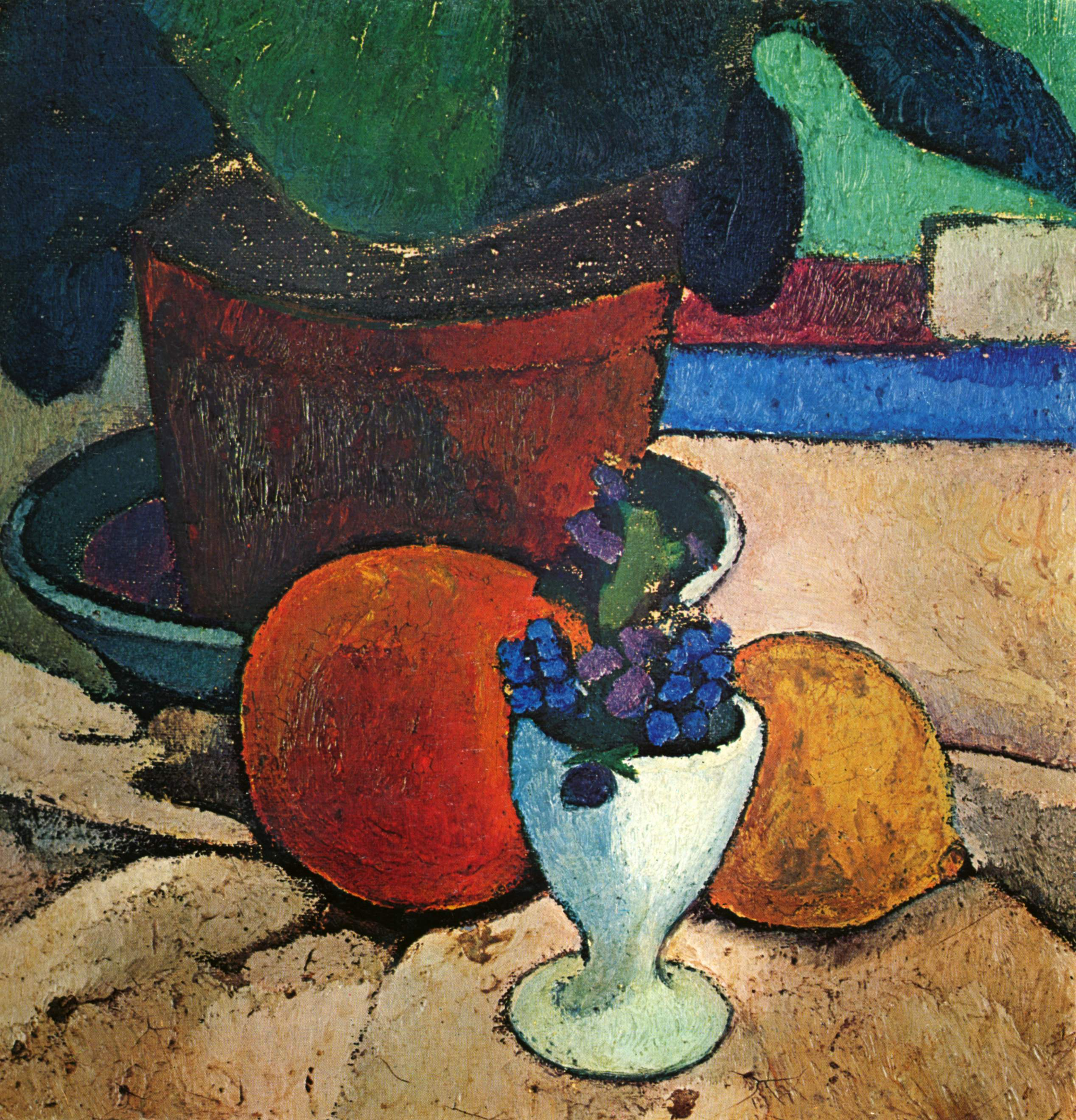
Paula Modersohn-Becker: Stillleben mit Blattpflanze, Zitrone und Apfelsine, 1906, Privatsammlung; Tempera auf Leinwand

### Charakterisierung
Der Expressionismus ist eine Stilrichtung der bildenden Kunst, die als künstlerische Bewegung im frühen 20. Jahrhundert innerhalb des deutschsprachigen Raumes erstmals in der Malerei und der Grafik durch jene explizite Namensgebung hervortrat. Wie bereits zuvor im Fauvismus in Frankreich stellte sich der Expressionismus den bildnerischen Gestaltungsweisen des Impressionismus entgegen.
In den expressionistischen Bildwerken treten ein freier Umgang mit Farbe und Form in häufiger Verwendung ungemischter Farben und im deutschsprachigen Raum des Weiteren die Verwendung holzschnittartiger Formen hervor. Weitere Charakteristika sind eine Motivreduzierung auf markante Formelemente der Bildobjekte und eine Auflösung der traditionellen Perspektive.
Den Künstlern dieser Epoche waren nicht die wirklichkeitsgetreue Wiedergabe von Eindrücken und schöne Formen wichtig; im Gegensatz zu den impressionistischen Malern drückten die Expressionisten ihre subjektiven Regungen aus. Sie gaben direkt und spontan ein „durchfühlt“ interpretiertes Motiv weiter.
Sehr bald nach dem Ersten Weltkrieg und unter dessen Einfluss auf die Künstler wurde der Expressionismus von neuen Stilrichtungen teils überlagert und teils abgelöst (z. B. Konstruktivismus, Neue Sachlichkeit, Informel, in der Postmoderne durch die Neuen Wilden und den Fotorealismus) und durch den Dadaismus teils in Frage gestellt.

### Vorläufer
Eine erste expressionistische, mit symbolischen und Jugendstilelementen vermischte Welle erschien bereits zwischen 1885 und 1900 als Reaktion auf den Impressionismus und den objektiven Ordnungswillen Paul Cézannes und Georges Seurats sowie den deutschen Impressionismus. Ihre Vertreter waren Vincent van Gogh, Paul Gauguin, Henri de Toulouse-Lautrec, James Ensor, Edvard Munch und Ferdinand Hodler.
Außerdem kamen erste Andeutungen auf den ästhetizistischen Charakter der bevorstehenden Stilrichtung des Expressionismus von Hermann Bahr, der ein Gemälde von Ludwig von Hofmann in einer Ausstellung im Künstlerhaus Wien 1895 unter dem Titel Rote Bäume besprach.
Eine zweite expressionistische Welle, weit wichtiger als die erste, zeigte sich in Frankreich bereits durch die Beiträge Georges Rouaults, im Frühwerk Pablo Picassos, im Schaffen des Fauvismus und in Deutschland mit der Gründung der Dresdner Brücke.

### Künstlervereinigungen

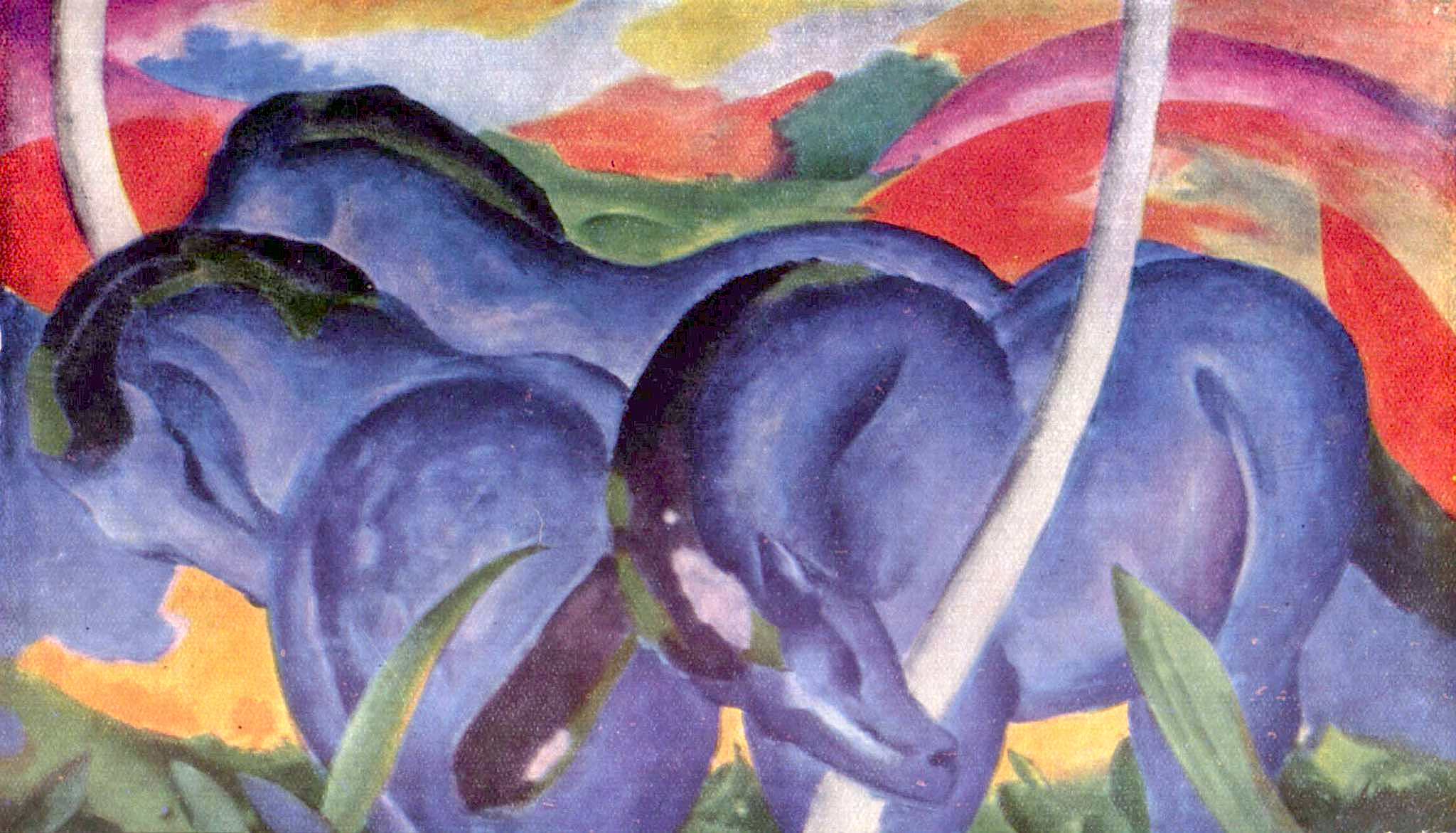
Franz Marc: Die großen blauen Pferde (1911)

Otto Mueller: Zwei Mädchen im Grünen (um 1925), Pinakothek der Moderne, München

Künstlervereinigungen führten die expressionistischen Bildwerke weiter bis zur Abstraktion. Hauptvertreter der Brücke in Dresden (1905–1913) waren Ernst Ludwig Kirchner, Erich Heckel, Karl Schmidt-Rottluff, Otto Mueller und Max Pechstein, die auch gemeinsam in der Neuen Secession 1910/1911 in Berlin ausstellten. Eine andere maßgebliche Gruppe war die Neue Künstlervereinigung München (N.K.V.M.), der unter anderen Wassily Kandinsky, Alexej Jawlensky, Franz Marc, Gabriele Münter und Marianne von Werefkin angehörten. Aus der N.K.V.M. ging die Redaktion des Blauen Reiters hervor. Daneben gab es auch einen ostpreußischen Expressionismus in Königsberg, ab 1918 mit der Künstlergruppe „Der Ring“ und einen Rheinischen Expressionismus. Der letztere Begriff wurde 1911 von Herwarth Walden geprägt, er bezeichnet weniger eine Kunstrichtung, sondern eher das Lebensgefühl einer jungen Generation. Die Anfänge gehen auf Vincent van Gogh und Edvard Munch zurück.
Der Expressionismus richtete sich als Protest gegen die damals bestehende Ordnung und somit vielfach gegen das Bürgertum. Seine Entstehung muss in engem Zusammenhang mit der Lebensreformbewegung gesehen werden. Expressionistische Künstler beriefen sich auf Friedrich Nietzsche als Vordenker. Die Zeitschrift Der Sturm (herausgegeben von Herwarth Walden) und andere neu gegründete künstlerisch-literarische Zeitschriften dienten den Protagonisten als Diskussionsforum. Überkommene künstlerische Formen wurden aufgegeben („Formzertrümmerung“). Der Expressionismus stand so in Opposition zum Naturalismus.
Da das Programm des deutschen Expressionismus weitgehend negativ definiert war (nicht naturgetreu, nicht bürgerlich, nicht konventionell), ergab sich daraus im Gegensatz zum Impressionismus nicht eine Kunst, die ohne weiteres an Stilmerkmalen zu erkennen ist. Es war die geistige Haltung, die den Expressionismus ausmachte. So formulierte Ernst Ludwig Kirchner 1906 das „Programm der Brücke“ in dem gleich betitelten Holzschnitt wie folgt:

„Mit dem Glauben an Entwicklung an eine neue Generation der Schaffenden wie der Geniessenden rufen wir alle Jugend zusammen und als Jugend, die die Zukunft trägt, wollen wir uns Arm- und Lebensfreiheit verschaffen gegenüber den wohlangesessenen älteren Kräften. Jeder gehört zu uns, der unmittelbar und unverfälscht das wiedergiebt, was ihn zum Schaffen draengt.“

Wichtige Vertreter des deutschen Expressionismus wehrten sich vehement, als Expressionisten bezeichnet zu werden, so Ernst Ludwig Kirchner und Otto Mueller. Sie hoben hervor, dass diese Bezeichnung ihrem Stil und ihrer Originalität nicht gerecht werde.
Die gemeinsame Reise von Paul Klee, August Macke und Louis Moilliet nach Tunesien ist als Tunisreise in die Kunstgeschichte eingegangen.

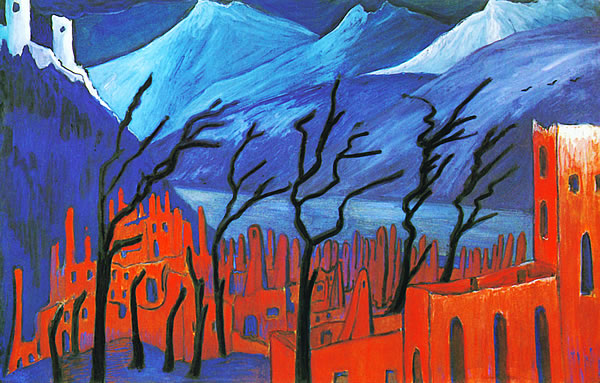
Marianne von Werefkin: Rote Stadt (1909)
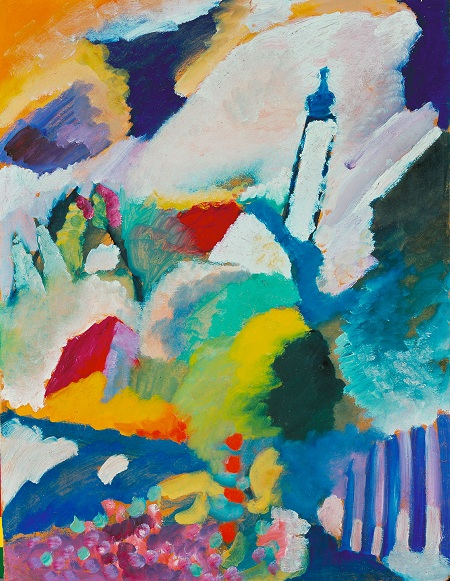
Wassily Kandinsky: Murnau mit Kirche I (1910), Städtische Galerie im Lenbachhaus, München
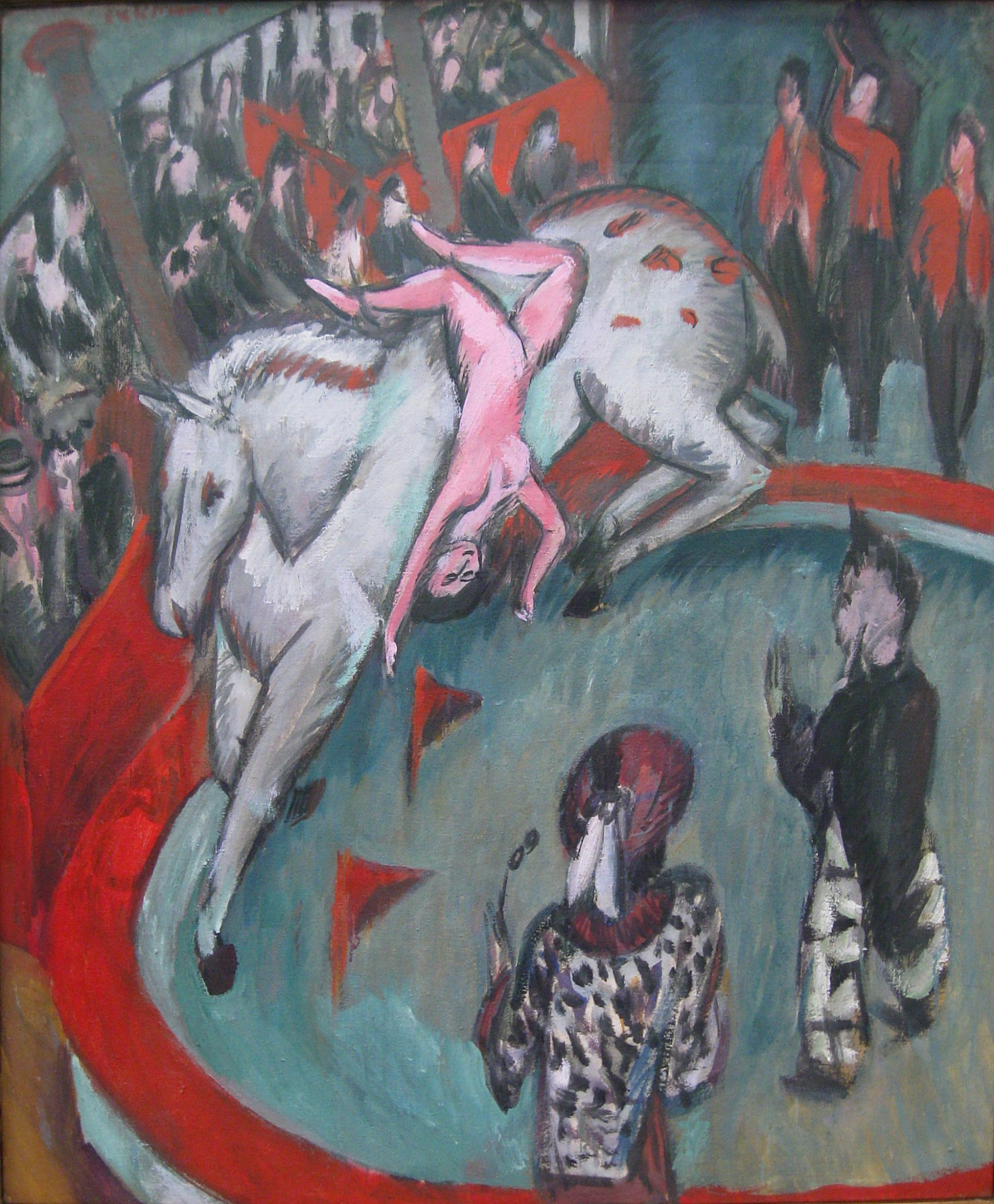
Ernst Ludwig Kirchner: Die Zirkusreiterin (1913), Pinakothek der Moderne, München
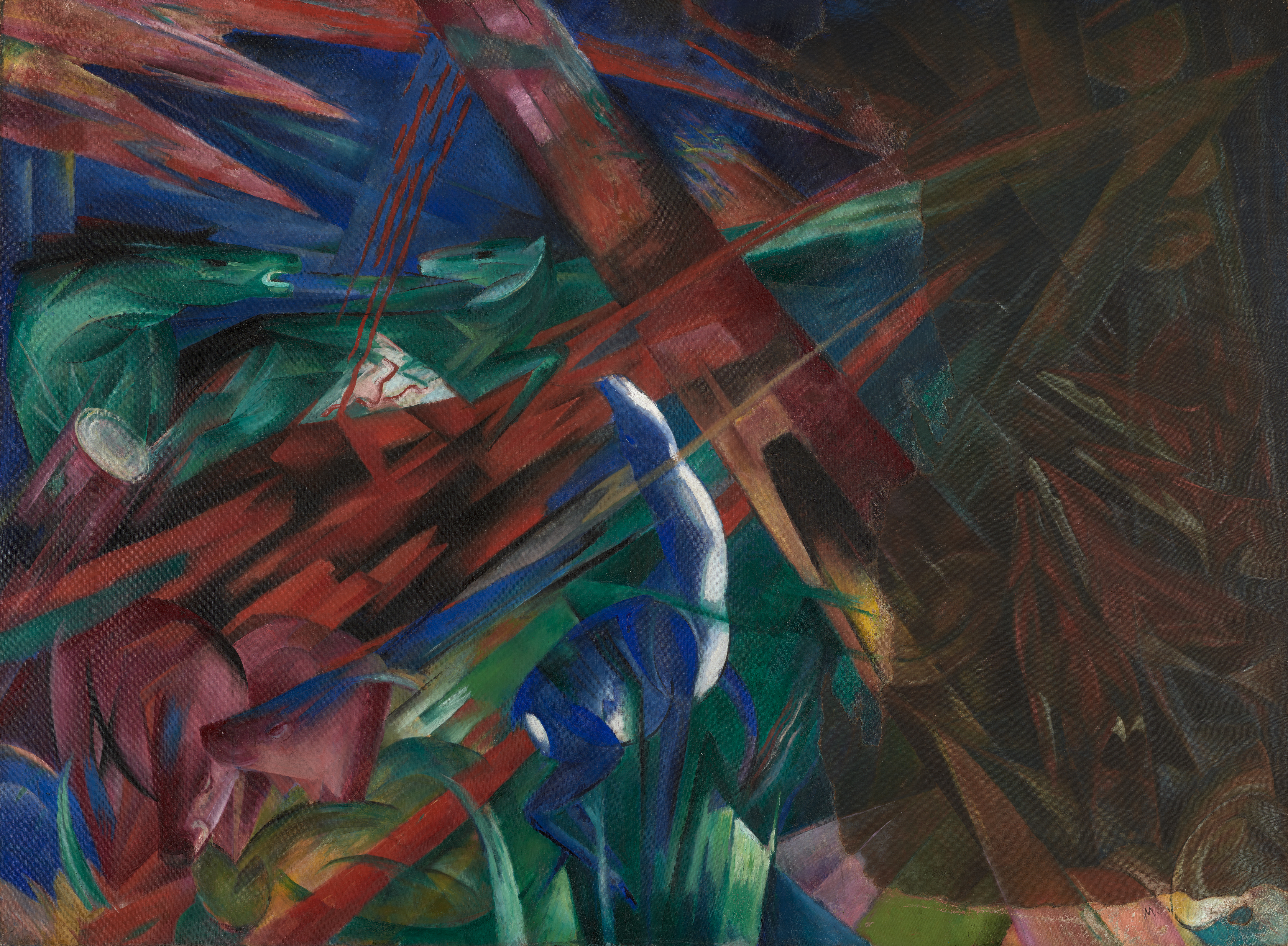
Franz Marc: Tierschicksale (1913), Kunstmuseum Basel
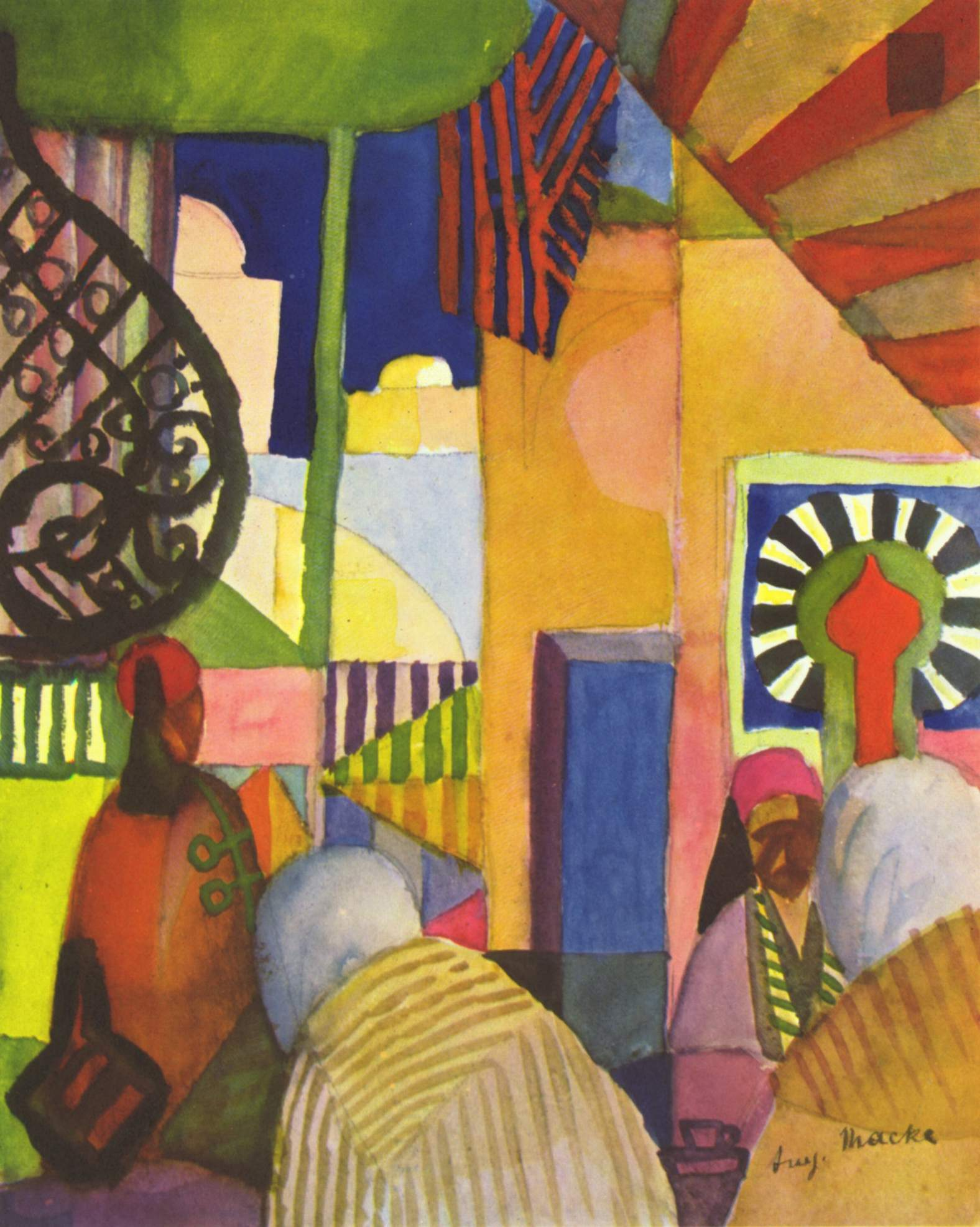
August Macke: Im Basar, Aquarell (1914)

### Liste der Maler des Expressionismus
Künstler, die dem Expressionismus zugeordnet werden oder ihm nahestanden, finden sich unter Kategorie: Maler des Expressionismus.

### Einfluss außereuropäischer Kunst
Wie die kubistischen Werke beispielsweise von Pablo Picasso oder Georges Braque wurden auch die Werke der Expressionisten, insbesondere die der Künstler der Brücke, später auch die Werke des US-Amerikaners Jean-Michel Basquiat im Bereich des Neoexpressionismus, von den Objekten ozeanischer und afrikanischer Kunst angeregt.
Anfang des 20. Jahrhunderts füllten sich Europas Völkerkundemuseen mit Objekten aus Afrika und Ozeanien. Die schlichte und ausdrucksstarke Gestaltung der Masken und Figuren, allesamt mystische Sinnbilder fremder Kulturen, erfüllten die Sehnsucht der Künstler nach einer „neuen Natürlichkeit“.

### Museen

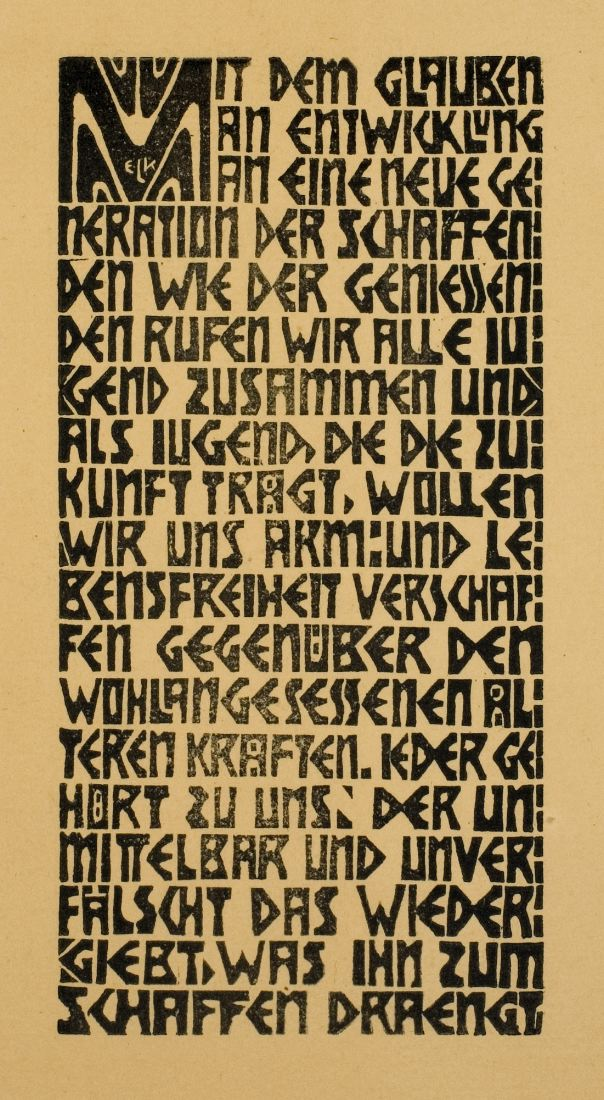
Programm der Künstlergruppe Brücke (1906) Holzschnitt auf Büttenpapier von Ernst Ludwig Kirchner

Das 1967 eröffnete Brücke-Museum Berlin hat die weltweit größte zusammenhängende Sammlung von Werken der Künstlergruppe die Brücke, die heute als wichtiger Vertreter des Expressionismus und als Wegbereiter der klassischen Moderne gilt. Die Städtische Galerie im Lenbachhaus in München verfügt über die weltweit größte Sammlung der Künstler des Blauen Reiters.
Das Buchheim-Museum in Bernried am Starnberger See wurde am 23. Mai 2001 eröffnet. Gründer war Lothar-Günther Buchheim, der dem Museum rund 500 Stücke stiftete. Seine Sammlung mit einem außergewöhnlich breiten und qualitativ herausragendem Spektrum expressionistischer Kunst umfasst Werke von Erich Heckel, Emil Nolde, Ernst Ludwig Kirchner, Max Pechstein, Karl Schmidt-Rottluff, Max Beckmann und Christian Rohlfs, Otto Dix sowie Alexej von Jawlensky, u. a. Im November 2021 übereignete der Kunstsammler Joseph Hierling 1280 Bilder und einige Skulpturen aus seiner Sammlung mit Werken des Expressiven Realismus dem Buchheim-Museum.

## Expressiver Realismus
Eine zweite expressionistische Generation von Malern und Bildhauern entwickelte sich aus oft bereits lokal bedeutsamen Künstlern, die schon in der Weimarer Zeit hervorgetreten waren oder ihre Ausbildung beendet hatten. Durch Krieg und die Vorgaben zur Kunst im Nationalsozialismus waren sie aber häufig an ihrer Wirkung gehindert und konnten so nicht die ihnen eigentlich zukommende Bedeutung erlangen. Der Kunsthistoriker Rainer Zimmermann (1920–2009) hat in seinem 1980 erschienenen Buch auf die betroffene Generation dieser überwiegend expressionistisch arbeitenden Künstler aufmerksam gemacht und prägte mit dem Titel Die Kunst der verschollenen Generation. Deutsche Malerei des expressiven Realismus von 1925–1975 den Begriff Verschollene Generation.

## Expressionismus in der Literatur
Ähnlich dem Expressionismus in der bildenden Kunst befasste sich der Expressionismus in der Literatur in erster Linie mit den Themen Krieg, Großstadt, Zerfall, Angst, Ich-Verlust und Weltuntergang (Apokalypse), des Weiteren auch mit Wahnsinn, Liebe und Rausch sowie der Natur. Die bürgerliche Ästhetik wird durch eine ‚Ästhetik des Hässlichen‘ zurückgewiesen; wie keine andere literarische Bewegung zuvor machen die Expressionisten das Hässliche, Kranke, Wahnsinnige zum Gegenstand ihrer Darstellungen.
Die junge Generation der Autoren drückte sich vor allem durch Lyrik und in Lyrik aus wie  bei Lasker-Schüler, van Hoddis, Stramm, Benn und Heym. Werkbeispiele sind die Gedichte Weltende von van Hoddis und Umbra Vitae von Heym. Deutlich wird hier die Abwendung von formalen Vorgaben.
Die Idee des Konstruktivismus wird in der Negierung der vorgegebenen Strukturen vorweggenommen. Obwohl auch diese Epoche – wie jede andere – fließende Übergänge besitzt und ihre Eingrenzung natürlich stark definitionsabhängig ist, hat sich in der Literaturwissenschaft das Schlagwort des ‚Expressionistischen Jahrzehnts‘ für die Blütezeit des Expressionismus zwischen 1910 und 1920 eingebürgert. Hierbei stellt der Beginn des Ersten Weltkriegs eine starke Zäsur für die Begriffe Tenor und Topos insbesondere der Expressionistischen Lyrik dar; während viele Autoren zunächst noch den Krieg als eine die überkommene bürgerliche Gesellschaft hinwegfegende, erneuernde Kraft herbeigesehnt und verherrlicht hatten (vgl. auch Futurismus), ändert sich das Kriegsbild bald durch die Schreckenseindrücke vieler Dichter, die selbst das Ausmaß der Vernichtung und des Elends als Soldaten an der Front erleben müssen.

## Expressionismus in weiteren Künsten
Siehe dazu
- Expressionismus (Architektur)
- Expressionistische Kirchenmalerei
- Expressionismus (Musik)
- Expressionismus (Film)
- Expressionistischer Tanz

## Kunstgeschichtliche Rezeption
Die Neubewertung der romanischen Skulptur und der gotischen Architektur sowie El Grecos und die Diskussion der Farbigkeit spielten in den Forschungen einiger Kunsthistoriker Anfang des 20. Jahrhunderts eine zentrale Rolle. Einige von ihnen wie Fritz Burger hatten engen Kontakt zu zeitgenössischen Künstlern.
Im Bereich der Kunstgeschichte sind die wichtigsten Vertreter:
- Fritz Burger
- Manuel Cossio
- Max Dvořák
- Richard Hamann
- Jost Hermand
- Hans Jantzen (in seinem Frühwerk)
- Julius Meier-Graefe
- Karl Scheffler
- Wilhelm Worringer

### Zum Expressionismus in der Literatur
- Kurt Pinthus (Hrsg.): Menschheitsdämmerung. Symphonie jüngster Dichtung. Rowohlt, Berlin 1920. (die wichtigste Anthologie expressionistischer Lyrik); revidierte Ausgabe: Menschheitsdämmerung – Ein Dokument des Expressionismus, mit wesentlich erweitertem bio-bibliographischen Anhang, Rowohlt, Reinbek 1959 ff, ISBN 3-499-45055-0.
- Heinrich Eduard Jacob (Hrsg.): Verse der Lebenden. Deutsche Lyrik seit 1910. Propyläen Verlag, Berlin 1924; 2., ergänzte Aufl. 1927; 3., ergänzte Aufl. 1932. (Dieser nach der von Kurt Pinthus herausgegebenen Menschheitsdämmerung wichtigsten expressionistischen Anthologie hat Jacob eine umfangreiche Einleitung vorangestellt)
- Paul Raabe, H. L. Greve: Expressionismus. Literatur und Kunst 1910 (Eine Ausstellung des Deutschen Literaturarchivs im Schiller-Nationalmuseum Marbach a. N., vom 8. Mai bis 31. Oktober 1960. Katalog Nr. 7). Marbach a. N. 1960. (wird im DLA laufend neu aufgelegt)
- Kasimir Edschmid: Lebendiger Expressionismus. Auseinandersetzungen, Gestalten, Erinnerungen (mit 31 Dichterportraits von Künstlern der Zeit). Verlag Kurt Desch, Wien & München 1961.
- Heinrich Eduard Jacob: Berlin, Vorkriegsdichtung und Lebensgefühl. In: Imprimatur – Jahrbuch für Bücherfreunde Band III. Gesellschaft der Bibliophilen, Frankfurt am Main 1961/62, S. 186–189. (erneut abgedruckt in: Paul Raabe (Hrsg.): Expressionismus. Aufzeichnungen und Erinnerungen der Zeitgenossen. Walter-Verlag, Olten 1965, S. 15–19)
- Theodor Sapper: Alle Glocken dieser Erde. Expressionistische Dichtung aus dem Donauraum. Europaverlag Wissenschaft, Wien 1974, ISBN 3-203-50494-4.
- Silvio Vietta, Hans-Georg Kemper: Expressionismus (= UTB 362). Wilhelm Fink Verlag, München 1975 (6. Aufl. 1994), ISBN 3-8252-0362-X.
- Ernst Fischer, Wilhelm Haefs (Hrsg.): Hirnwelten Funkeln. Literatur des Expressionismus in Wien. Otto Müller Verlag, Salzburg 1988, ISBN 3-7013-0745-8.
- Peter Bekes: Arbeitstexte für den Unterricht. Gedichte des Expressionismus. Reclam, Stuttgart 1991, ISBN 3-15-015024-8.
- Paul Raabe: Die Autoren und Bücher des literarischen Expressionismus. Ein bibliographisches Handbuch in Zusammenarbeit mit Ingrid Hannich-Bode. J. B. Metzler, Stuttgart 1992, ISBN 3-476-00756-1.
- Walter Fähnders (Hrsg.): Expressionistische Prosa. Ein Studienbuch. Aisthesis, Bielefeld 2001, ISBN 3-89528-283-9.
- Thomas Anz: Literatur des Expressionismus. Sammlung Metzler, Stuttgart 2002, ISBN 3-476-10329-3.
- Nicole Leonhardt: Die Farbmetaphorik in der Lyrik des Expressionismus. Eine Untersuchung an Benn, Trakl und Heym. Ubooks Verlag, Augsburg 2004, ISBN 3-937536-17-5.
- Ralf Georg Bogner: Einführung in die Literatur des Expressionismus. Wissenschaftliche Buchgesellschaft, Darmstadt 2005, ISBN 3-534-16901-8.
- Frank Krause: Literarischer Expressionismus (= UTB 2999). Wilhelm Fink Verlag, Paderborn 2008, ISBN 978-3-7705-4317-5; erweiterte Neuauflage: V&R unipress, Göttingen 2015, ISBN 978-3-8471-0363-9

### Zum Expressionismus in Malerei und Grafik
- Brigitte Lühl-Wiese: Georg Trakl – der Blaue Reiter: Form- und Farbstruktur in Dichtung und Malerei des Expressionismus. Münster 1963 DNB 481959858 (Dissertation Westfälische Wilhelms-Universität, Philosophische Fakultät, 19. Juli 1963, 192 Seiten).
- Richard Hamann, Jost Hermand: Expressionismus. Akademie-Verlag, Berlin 1975, ISBN 0-7601-0485-9.
- Ursula Peters (in Zusammenarbeit mit Andrea Legde): Moderne Zeiten. Die Sammlung zum 20. Jahrhundert (Kulturgeschichtliche Spaziergänge im Germanischen Nationalmuseum, Bd. 3). Verlag des Germanischen Nationalmuseums, Nürnberg 2000, ISBN 3-926982-61-6. (insb. S. 11–120)
- Kai Buchholz u. a. (Hrsg.), Die Lebensreform, Entwürfe zur Neugestaltung von Leben und Kunst um 1900. haeusser-media, Darmstadt 2001, ISBN 3-89552-077-2.
- Karl-Heinz Morscheck: Expressionismus. Stil und Umsetzung. Englisch Verlag, Wiesbaden 2005, ISBN 978-3-8241-1334-7.
- Magdalena M. Moeller (Hrsg.): Expressionismus. Die große Künstlerbewegung der Moderne. DuMont, Köln 2005, ISBN 3-8321-7527-X.
- Peter Stepan u. a.: Die expressive Geste. Deutsche Expressionisten und afrikanische Kunst. Hatje Cantz, Ostfildern 2007, ISBN 978-3-7757-1918-6.
- Ralf Beil, Claudia Dillmann (Hrsg.): Gesamtkunstwerk Expressionismus. Kunst, Film, Literatur, Theater, Tanz und Architektur 1905 bis 1925. Hatje Cantz, Ostfildern 2010, ISBN 978-3-7757-2712-9.
- Antje Birthälmer (Hrsg.): Der Sturm (Band 1: Zentrum der Avantgarde, Band 2: Aufsätze). Von der Heydt-Museum, Wuppertal 2012, ISBN 978-3-89202-081-3. (Katalog zur Ausstellung Der Sturm – Zentrum der Avantgarde, Von der Heydt-Museum, Wuppertal, 13. März bis 10. Juni 2012)
- Timothy O. Benson u. a.: Expressionismus in Deutschland und Frankreich. Von Matisse zum Blauen Reiter. Prestel, München 2014, ISBN 978-3-7913-5339-5.
- Tayfun Belgin, Otto Letze: Radikal subjektiv: Identitätssuche im deutschen Expressionismus. Hirmer, München 2015, ISBN 978-3-7774-2489-7.
- Jutta Hülsewig-Johnen, Henrike Mund (Hrsg.): Der böse Expressionismus: Trauma und Tabu. Wienand, Köln 2017, ISBN 978-3-86832-413-6. (Katalog zur Ausstellung Der böse Expressionismus. Trauma und Tabu, Kunsthalle Bielefeld, 11. November 2017 bis 11. März 2018)